# Ishpuinis

Het okergele gebied duidt Urartu aan onder koning Ishpuinis. Het lichtgele duidt op de veroverde gebieden.

Ishpuinis, Ishpuhini(s) of Ishpouhini was de derde koning van Urartu en regeerde van 830 tot 810 v.Chr. Hij volgde Sardur I op.
Hij maakte zich meester van het land van Musasir, dat mogelijk gesitueerd lag tussen het Vanmeer en het Urmiameer. Vervolgens veroverde hij nog het land van de Parsua, dat bevolkt werd door de Meden en de Manneërs.
De culturele afhankelijkheid van Urartu ten opzichte van Assyrië daalde onder zijn bewind, zo was hij de eerste die inscripties in de eigen taal in plaats van het Akkadisch van de Assyriërs achterliet. Hij promootte de cultus van de god Haldi en verhief hem tot de hoofdgod van het pantheon van de goden van Urartu. Hij vormde ook een groot aantal fundamenten van het koninkrijk, waarvan zijn zoon Menuas als koning zou profiteren. De grenzen van het rijk verplaatsten zich in de richting van de Aras en de Eufraat, tot aan de oevers van het Urmiameer.
Hij had twee zonen: Menuas, die hem opvolgde, en Inushpua.
Aramu · Sardur I · Ishpuinis · Menuas · Argishti I · Sardur II · Rusa I · Argishti II · Rusa II · Sardur III · Sardur IV · Erimena · Rusa III · Rusa IV